# Dilara Açıkgöz
Dilara Açıkgöz (* 2. Juni 2004 in Schwäbisch Hall) ist eine deutsch-türkische Fußballspielerin und seit 2021 bei Eintracht Frankfurt unter Vertrag.

## Persönliches
Açıkgöz’ Mutter spielte einst Fußball beim TSV Crailsheim in der 2. Frauen-Bundesliga. Ihre eineiige Zwillingsschwester İlayda Açıkgöz ist ebenfalls Fußballspielerin und steht wie sie seit 2021 bei Eintracht Frankfurt unter Vertrag. Mit 14 Jahren zogen die Schwestern in ein Sportinternat.

## Fußball-Karriere

### Vereine
Sowohl Dilara Açıkgöz als auch ihre Schwester spielten für den FSV Waiblingen im Jungen-Team. 2021 kam sie mit ihrer Schwester zu Eintracht Frankfurt, wo sie zunächst in der 2. Bundesliga spielte; 2022 wurden beide in den Bundesliga-Kader berufen. Açıkgöz’ Debüt in der Bundesliga folgte am 23. April 2023 gegen den 1. FC Köln.

### Nationalmannschaft
Erste Erfahrungen im internationalen Fußball sammelte Açıkgöz in der Nationalmannschaften der U15-Juniorinnen, U17-Juniorinnen und U19-Frauen. 2022 nahm sie an der U19-EM in Tschechien teil.

## Erfolge
- Finalist U19-Europameisterschaft 2023

## Auszeichnungen
- Fritz-Walter-Medaille: 2023 in Bronze (U19)